# Dileniovité
Dileniovité (Dilleniaceae) je jediná čeleď řádu dileniotvaré (Dilleniales) vyšších dvouděložných rostlin. Jsou to převážně dřeviny se střídavými jednoduchými listy s nápadně souběžnou, zpeřenou žilnatinou a pravidelnými květy. Čeleď zahrnuje přes 300 druhů v 11 rodech. Je rozšířena v tropech celého světa, na jižní polokouli místy přesahuje i do mírného pásu. Plody dilenie indické a některých dalších druhů jsou jedlé. Dilenie a hibercie jsou pěstovány v tropech jako okrasné rostliny.

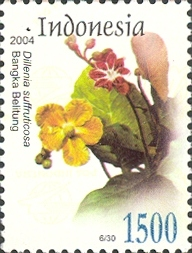
Dilenie D. suffruticosa na indonéské známce

## Popis
Zástupci dileniovitých jsou jednodomé nebo výjimečně dvoudomé liány, keře a stromy, výjimečně i byliny (rod Acrotrema). Listy jsou jednoduché, u většiny zástupců střídavé (vstřícné u jediného madagaskarského zástupce), s celokrajnou nebo zubatou čepelí, bez palistů. Některé druhy dilenií mají křídlaté řapíky, které mohou palisty připomínat. Žilnatina je zpeřená, zpravidla s větším množstvím paralelních postranních žilek. Květy jsou pravidelné nebo částečně dvoustranně souměrné, většinou bílé nebo žluté, převážně oboupohlavné, uspořádané v úžlabních nebo koncových latách, svazečcích nebo thyrsech, případně jednotlivé. Kalich a koruna jsou obvykle tří až pětičetné, u některých zástupců i více. Koruna většinou opadává brzy po rozkvětu. Tyčinek je mnoho, jsou volné nebo částečně srostlé, často je část nahrazena sterilními patyčinkami. Gyneceum je svrchní, apokarpní až synkarpní, tvořené 1 až 5 (20) volnými nebo na vnitřní straně srostlými plodolisty. Každý plodolist obsahuje 1 až mnoho vajíček. Čnělky jsou volné. Plodem je bobule, měchýřek, tobolka nebo nažka. Nepukavé plody jsou u některých zástupců obaleny vytrvalým kalichem, který je u dilenií zdužnatělý. Semena obsahují olejnatý endosperm a malé embryo a často mají míšek.

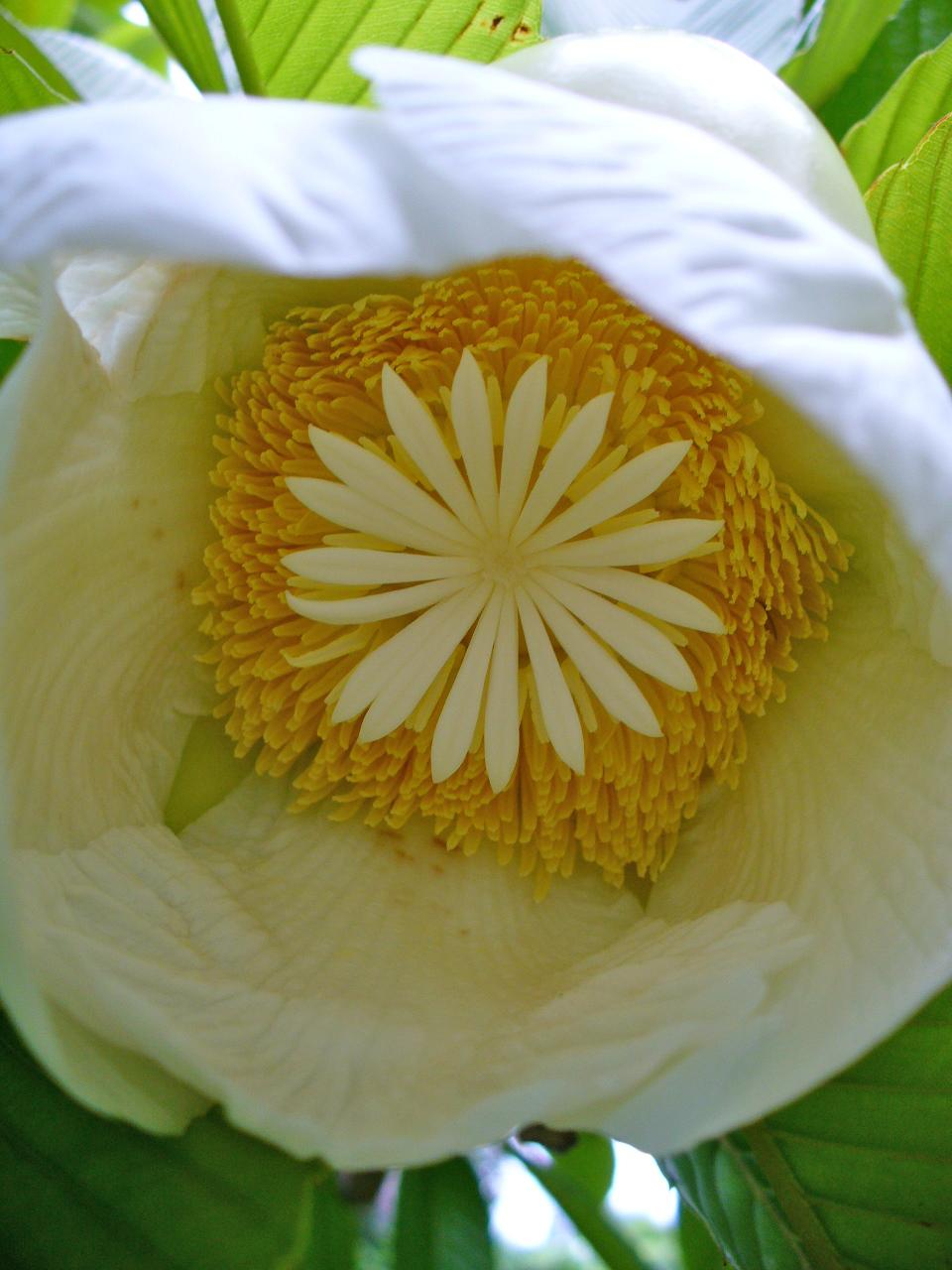
Květ dilenie indické (Dillenia indica)
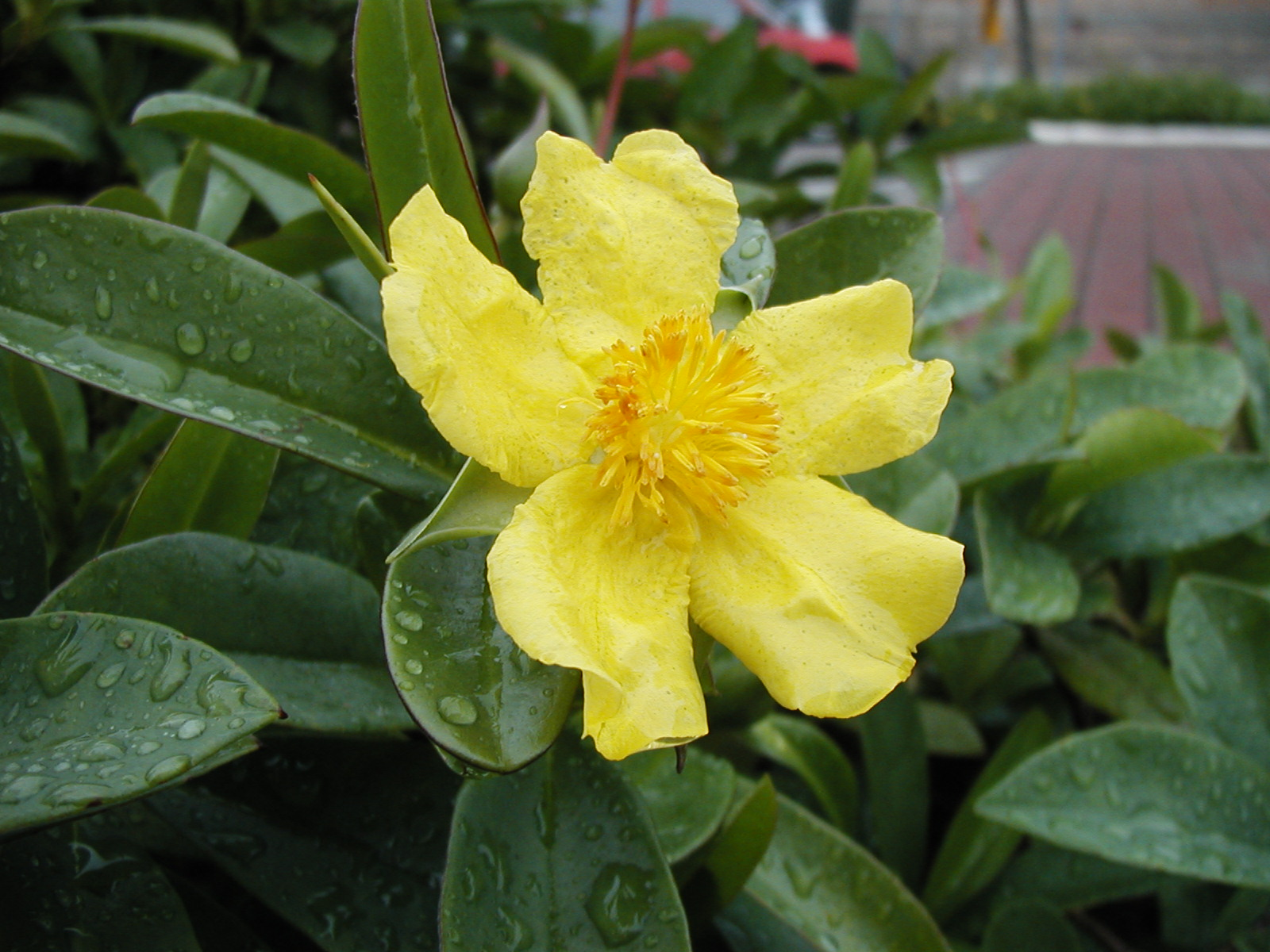
Hibercie Hibbertia scandens
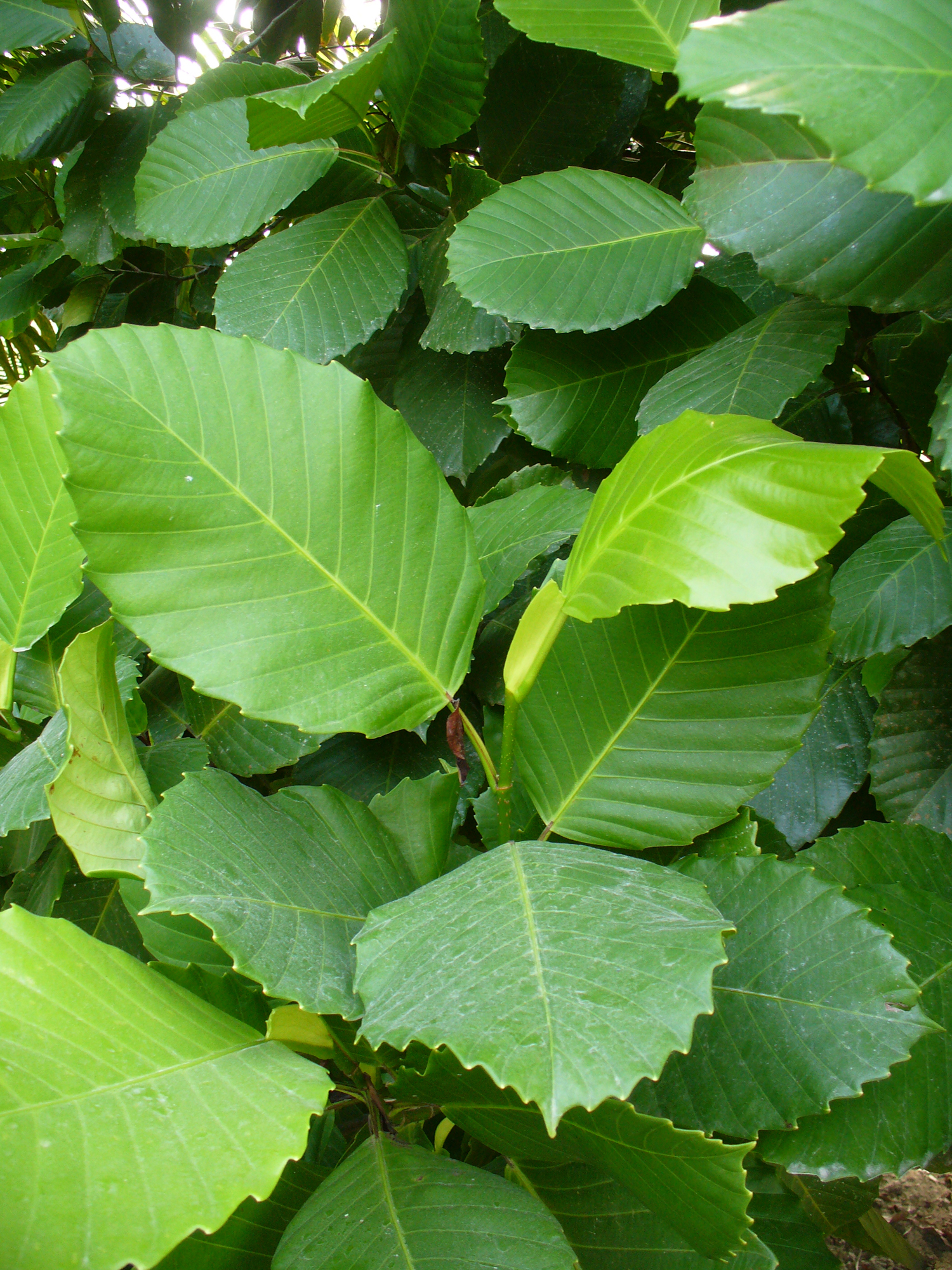
Dilenie filipínská
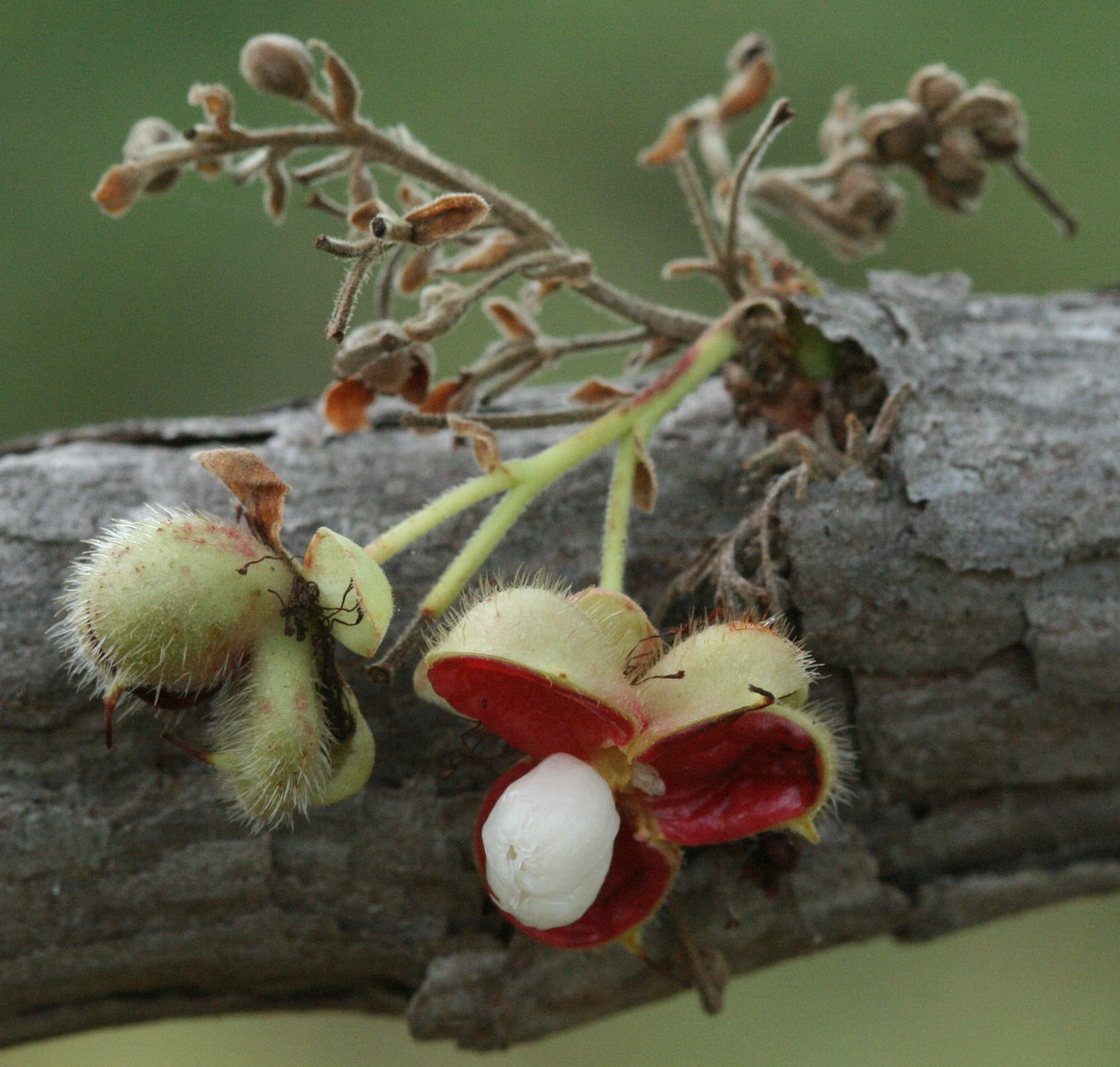
Plody kurately americké

## Rozšíření

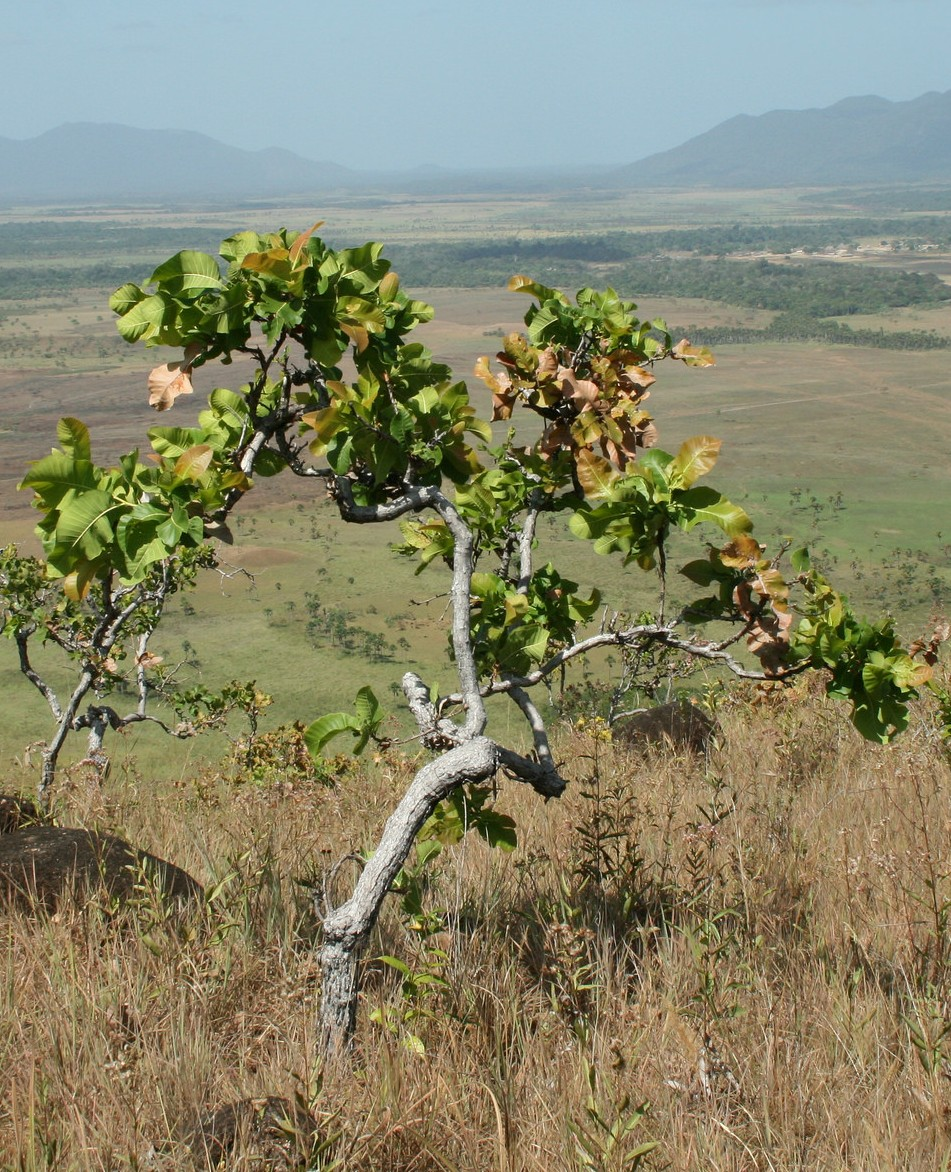
Kuratela americká na venezuelské savaně

Čeleď zahrnuje 11 rodů a asi 300 až 400 druhů. Největší rody jsou dilenie (Dillenia, asi 60 druhů), Doliocarpus (65) a Tetracera (44 druhů). Rozšíření čeledi je pantropické, na jižní polokouli i s přesahem do teplých oblastí mírného pásu. Rod Tetracera je rozšířen v tropech téměř celého světa. V tropické Americe se vyskytuje asi 70 druhů z 5 rodů.
Nejtypičtějším stanovištěm jsou nížinné tropické lesy. Curatella americana je charakteristická složka jihoamerických savan.

## Ekologické inerakce
Květy dileniovitých jsou navštěvovány zejména samotářskými včelami a brouky sbírajícími pyl. Semena mnohých druhů rozšiřují ptáci.

## Taxonomie
Cronquist řadil čeleď Dilleniaceae společně s čeledí pivoňkovité (Paeoniaceae) do řádu Dilleniales v rámci podtřídy Dilleniidae. V systému APG byla zprvu ponechána nezařazená do řádu v rámci jádrových pravých dvouděložných (tzv. Core Eudicots), v aktualizovaném systému APG III je již zařazena do samostatného řádu Dilleniales. Ten tvoří sesterskou skupinu k větvi Rosidae.

## Význam
Dužnaté plody dilenie indické (Dillenia indica), dilenie filipínské (D. philippinensis) i některých dalších asijských druhů jsou jedlé. Konzumují se čerstvé nebo se z nich připravují džemy, osvěžující nápoje ap. Jsou známy též jako sloní jablka. Dilenie a hibercie jsou pěstovány v tropech a subtropech jako okrasné rostliny.
Listy kurately americké jsou drsné (obsahují křemičitá tělíska) a místně jsou využívány jako smirkový papír. Kmeny lián z této čeledi obsahují mnoho vody a při přeseknutí slouží v tropickém pralese jako zdroj čisté pitné tekutiny.

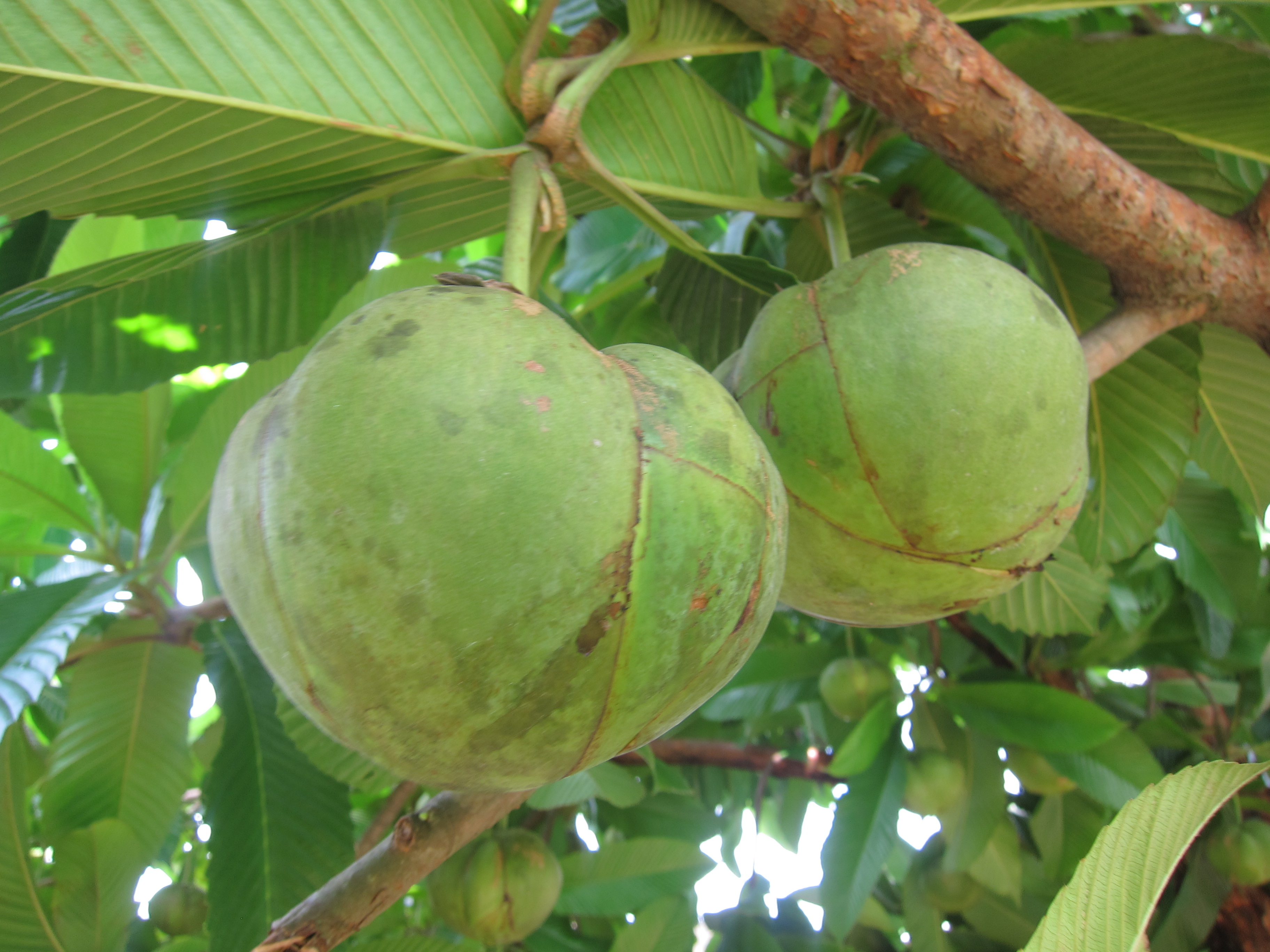
Plody dilenie indické
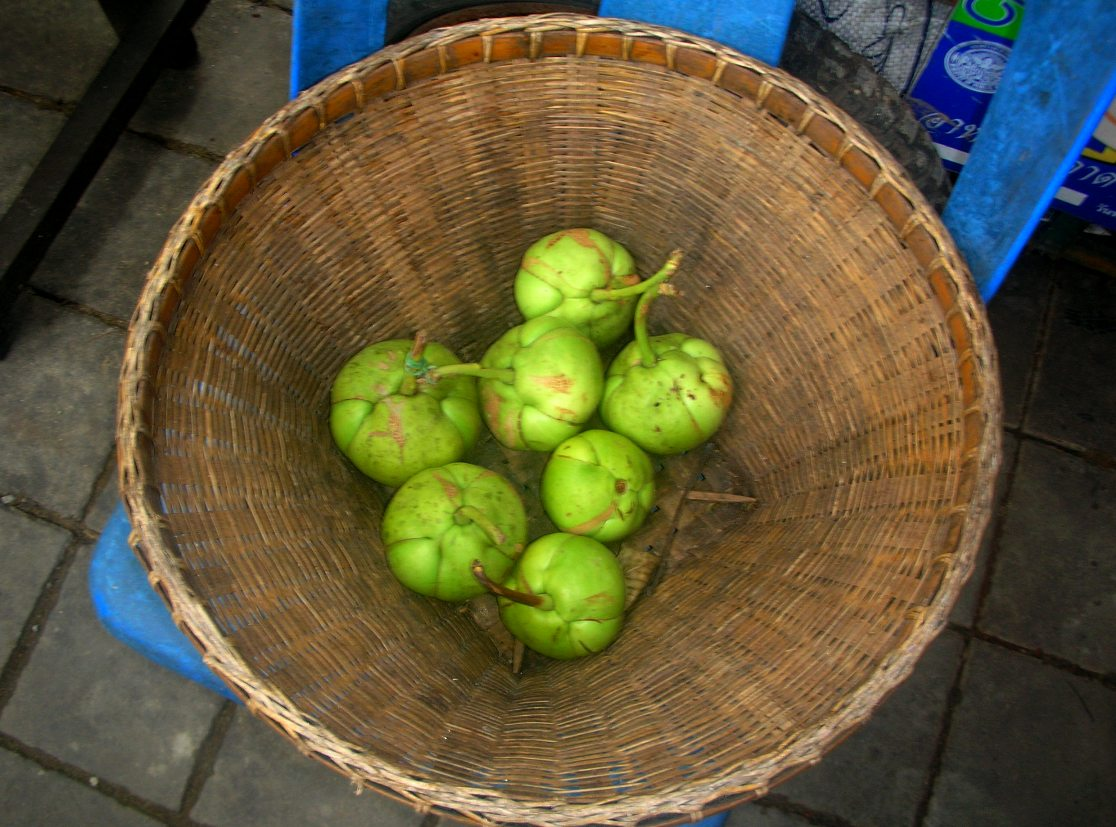
Plody dilenie indické na trhu v Thajsku
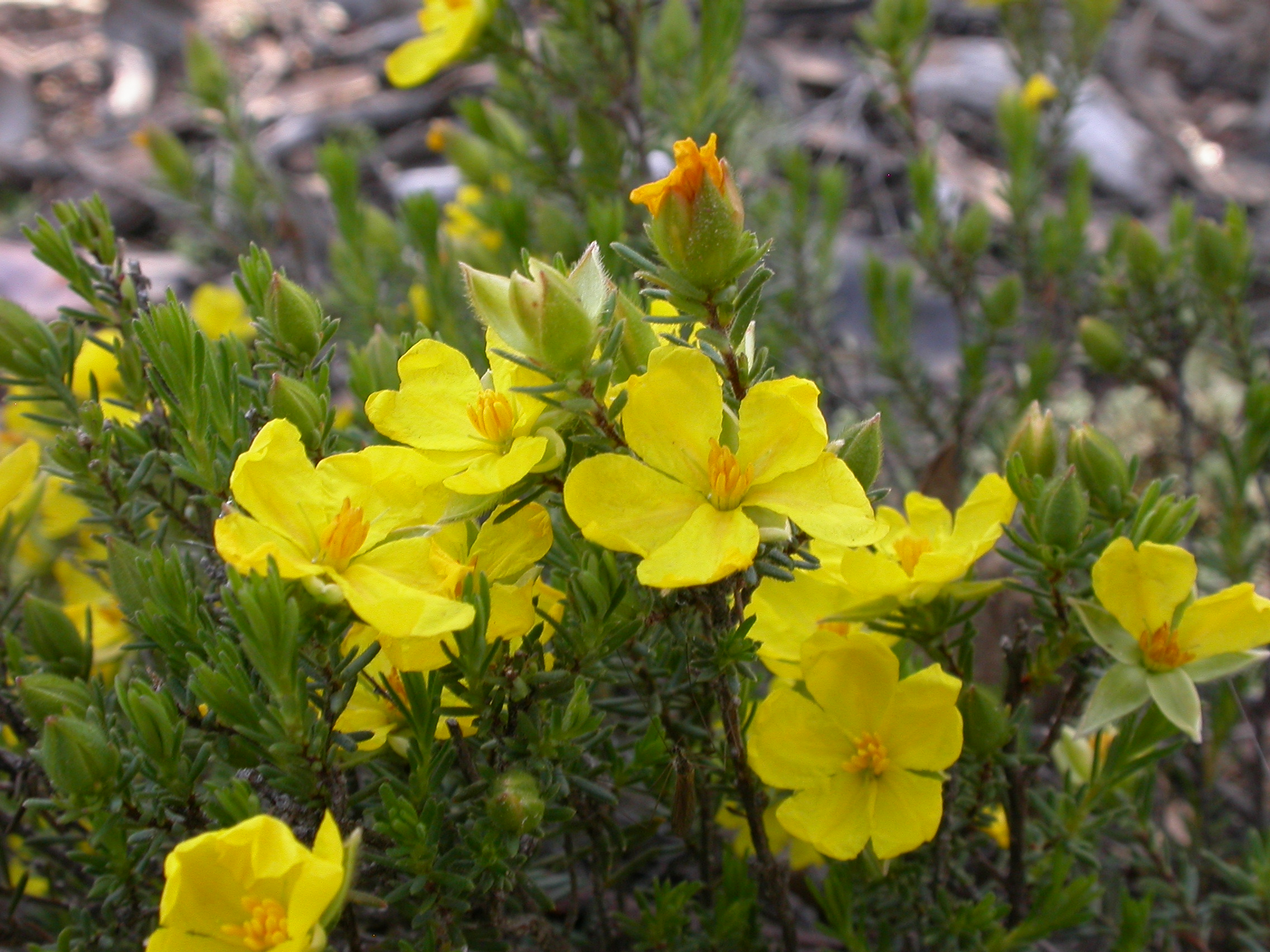
Rozkvetlá hibercie Hibbertia calycina

## Zástupci
- dilenie (Dillenia), syn. hodara
- hibercie (Hibbertia)
- kuratela (Curatella)
- smirkovka (Tetracera)[8]

## Seznam rodů
Acrotrema, Curatella, Davilla, Didesmandra, Dillenia, Doliocarpus, Hibbertia,
Neodillenia, Pinzona, Schumacheria, Tetracera